# Amin
Amin (din ebraică amen = „așa să fie” sau „cu adevărat” - אָמֵן) este o expresie liturgică care apare de 13 ori în Vechiul Testament (pentru prima dată în Cartea Numeri 5,21-22) și de 119 ori în Noul Testament, din care de 52 de ori în evangheliile sinoptice și de 25 de ori în Evanghelia după Ioan.
În zonele rurale românești se mai traduce și ca "așa a fost, așa este și așa va rămâne".
Cuvântul în sine se găsește în textele Bibliei, în Vechiul Testament în formă ebraică, iar în Noul Testament în limba greacă, în forma ἀμήν (amen).